# Paolo Giordano
Paolo Giordano, född 1982 i Turin, är en italiensk författare. Han har doktorerat i teoretisk fysik/partikelfysik vid universitetet i Turin och skriver för dagstidningen Corriere della Sera. 
Han tilldelades 2008 Italiens främsta litterära pris Premio Strega för sin debutroman Primtalens ensamhet. Den har sålts i mer än en miljon exemplar och översatts till ett fyrtiotal språk. Hans andra roman Den mänskliga kroppen utkom 2013 i svensk översättning.
Under Coronavirusutbrottet 2020 skrev han boken Smittan tid från sin karantän i Italien. Den utkom på svenska den 14 april (Mondial, 2020) och reflekterar över det moderna samhällets reaktioner på en global pandemi.